# Comuna Șabalîniv, Korop
Șabalîniv (în ucraineană Шабалинів) este o comună în raionul Korop, regiunea Cernihiv, Ucraina, formată din satele Mohove și Șabalîniv (reședința).

## Demografie
Componența lingvistică a comunei Șabalîniv
     Ucraineană (98,62%)
     Rusă (1,32%)
     Alte limbi (0,06%)
Conform recensământului din 2001, majoritatea populației comunei Șabalîniv era vorbitoare de ucraineană (98,62%), existând în minoritate și vorbitori de rusă (1,32%).